# Lubumbashi
Lubumbashi este al doilea  oraș  ca mărime din Republica Democratică Congo. El se află în  partea de sud a Republicii Democrate Congo. Este reședința  provinciei Haut-Katanga. A fost fondat în 1910 de către belgieni, fiind un centru minier pentru cupru, activitate care și în zilele noastre face parte din profilul economic al orașului. Este centru universitar, din 1955.